# Стартап Молодость
«Стартап Молодость» — мини-альбом группы «Вагоновожатые», выпущенный в 2016 году.

## Выпуск альбома
Очередная работа украинского трио «Вагоновожатые» выпущена через год после выхода дебютного лонгплея «Wasserwaage». EP состоит из пяти композиций, в музыкальном плане продолжающих стиль группы, заданный на предыдущих записях, включающий агрессивные партии синтезаторов и ударных, а также фирменные сэмплы. Названия треков оформлены в стиле витч-хаус и составлены из символов юникода.
Презентация альбома состоялась 3 декабря в киевском клубе «Atlas».

## История возникновения альбома
По мнению гитариста Валентина Панюты, альбом носит экспериментальный характер, а сами песни можно охарактеризовать как «цифровую тревогу». Например, песня «Пунктир» написана о беженцах, и в ней используется сэмпл из последнего альбома певицы M.I.A., также посвящённого беженцам. Барабанщик Станислав Иващенко на данном альбоме дебютировал в качестве полноценного автора композиций. По словам фронтмена группы Антона Слепакова, написание песен началось в конце осени прошлого года, и когда к лету 2015 их стало пять, было решено их записать, свести и опубликовать.

## Тематика песен
Композиция «Стартап Молодость» была придумана последней из всех песен мини-альбома. Однако позже именно она стала титульной и задала мощный тон всему альбому с самого начала. В конце композиции впервые в качестве бэк-вокалиста впервые выступил барабанщик Станислав.
Семпл для песни «Пунктир» впервые услышал Станислав Иващенко в поезде «Харьков-Киев», сразу уловив в нём тему переселения людей, мыслей и воспоминаний. Об этом поётся и в получившейся в итоге композиции.
Песню «Эффект лестницы» музыканты в шутку прозвали «Манифестом „ПОХ-а“» (так называются жилые массивы в Киеве — Позняки, Осокорки и Харьковский массив). В ней впервые в истории группы звучит соло на ударных. Стилистически композиция представляет собой тяжёлый трип-хоп.
«Огонь» стал одним из первых треков мини-альбома. Изначально композиция состояла из партии барабанов и семплов, но позже сам собой возник гитарный рифф. Из-за текста песни, начинающегося с фразы «Семидесятые, Хантер Томпсон..», композиция получила рабочее название «Намедни». После того как текст был уже придуман Антоном, коллеги попросили убрать его целиком, заменив ключевыми словами, обозначающими эпохи и временные отрезки прошлого.
Песня «Жить» стала одной из самых грустных и трагичных на альбоме, однако при этом — светлой и жизнеутверждающей. Ключевой является фраза «Не откладывайте на завтра, на потом. Его попросту может не быть».

## Список композиций
| №  | Название                | Длительность |
| -- | ----------------------- | ------------ |
| 1. | «§┬a®T-טp ↑↑ ϻøλ0δостb» | 3:58         |
| 2. | «Πץнkԏϟр»               | 4:23         |
| 3. | «Эѱѱσкϯ λǝҁƭԋɥцѣi»      | 3:26         |
| 4. | «Θϩθ├┤ь»                | 3:18         |
| 5. | «Ѫи┼ь»                  | 4:22         |